# Natuba
Natuba é um município brasileiro localizado na Região Geográfica Imediata de Itabaiana, estado da Paraíba. Sua população em 2012 foi estimada pelo IBGE (Instituto Brasileiro de Geografia e Estatística) em 10.278 habitantes, distribuídos em 192 km² de área.

## História
Sabe-se que em 1874 foram adquiridos uma imagem e um sino para a capela em homenagem a Nossa Senhora das Dores, o que fez acreditar que na época já existia por ali o início de uma povoação. Recebeu o topônimo de Natuba, passando depois para Trambeque e mais tarde para Barra de Natuba. Em 1875, uma grande cheia do Rio Paraíba destruiu por completo a vila, fazendo com que seus moradores edificassem a povoação um pouco mais acima, onde se encontra, hoje, a sede municipal.

## Geografia
O município está incluído na área geográfica de abrangência do semiárido brasileiro, definida pelo Ministério da Integração Nacional em 2005. Esta delimitação tem como critérios o índice pluviométrico, o índice de aridez e o risco de seca. Porém a sede e boa parte do município encontra-se em altitudes entre 550 a 600 metros acima do nível do mar, recebendo os ventos úmidos do Atlântico. Por esse motivo, nessas áreas, a vegetação é do tipo mata atlântica e caatinga nas regiões de transição do clima tropical para o clima semiárido. Situa-se no município a maior queda d'água da Paraíba, a Cachoeira do Jussaral, principal ponto turístico de Natuba, com 77 metros de altura.
| Dados climatológicos para Natuba      | Dados climatológicos para Natuba | Dados climatológicos para Natuba | Dados climatológicos para Natuba | Dados climatológicos para Natuba | Dados climatológicos para Natuba | Dados climatológicos para Natuba | Dados climatológicos para Natuba | Dados climatológicos para Natuba | Dados climatológicos para Natuba | Dados climatológicos para Natuba | Dados climatológicos para Natuba | Dados climatológicos para Natuba | Dados climatológicos para Natuba |
| Mês                                   | Jan                              | Fev                              | Mar                              | Abr                              | Mai                              | Jun                              | Jul                              | Ago                              | Set                              | Out                              | Nov                              | Dez                              | Ano                              |
| ------------------------------------- | -------------------------------- | -------------------------------- | -------------------------------- | -------------------------------- | -------------------------------- | -------------------------------- | -------------------------------- | -------------------------------- | -------------------------------- | -------------------------------- | -------------------------------- | -------------------------------- | -------------------------------- |
| Precipitação (mm)                     | 63,7                             | 76,2                             | 110,4                            | 136,5                            | 156,1                            | 184,2                            | 163,4                            | 93,1                             | 51,5                             | 22,5                             | 23,3                             | 34,1                             | 1 115                            |
| Fonte: Atlas Pluviométrico da Paraíba |                                  |                                  |                                  |                                  |                                  |                                  |                                  |                                  |                                  |                                  |                                  |                                  |                                  |